# اندیس سرکوه
سرکوه یک اندیس فلزی است که در حوالی شهر پاریز استان کرمان قرار دارد و مادهٔ معدنی موجود در آن، نقره است.  